# Peter Wilken
Peter Wilken (* 11. Januar 1926 in Güstrow) ist ein ehemaliger Funktionär der FDJ und der SED. Er war Vorsitzender der Bezirksparteikontrollkommission (BPKK) der SED Rostock.

## Leben
Wilken erlernte den Beruf des Schriftsetzers. Nach 1945 war er Funktionär der FDJ und zeitweise Abteilungsleiter in der FDJ-Bezirksleitung Rostock. Von 1958 bis 1960 wirkte Wilken als Erster Sekretär der FDJ-Stadtleitung Rostock und ab 1960 als Abteilungsleiter in der SED-Kreisleitung Rostock-Stadt. Ab 1963 war er Parteisekretär im VEB Wohnungsbaukombinat Rostock. Vom 18. Januar 1974 bis zum 7. Januar 1984 fungierte er als Erster Sekretär der neugebildeten SED-Kreisleitung Seeverkehr und Hafenwirtschaft. Seit März 1976 war er Mitglied der SED-Bezirksleitung Rostock. Vom 12. Februar 1984 bis 1988 war er schließlich Vorsitzender der BPKK Rostock sowie Mitglied des Sekretariats der Bezirksleitung Rostock der SED.

## Auszeichnungen
- Vaterländischer Verdienstorden in Silber (1975) und in Gold (1986)[4]